# Историја Колумбије
Историја Колумбије укључује насеља и друштво староседелачких народа, пре свега конфедерацију Муисца, цивилизацију Куимбаиа и поглаварства Таироне ; Шпанци су стигли 1499. године и започели период анексије и колонизације, од којих је најистакнутији био освајање Муиске ; стварајући Вицекраљевство Нове Гранаде, са престоницом у Боготи. Независност од Шпаније освојена је 1819. године, али до 1830. године федерација " Велика Колумбија " је распуштена. Оно што је сада Колумбија и Панама постало је Република Нова Гранада. Нова нација експериментисала је са федерализмом као Гранадинска конфедерација (1858), а потом и Сједињене Државе Колумбија (1863), пре него што је Република Колумбија коначно проглашена 1886. године. Панама се одвојила 1903. године. Од 1960-их, земља је патила од асиметричног оружаног сукоба ниског интензитета, који је ескалирао у деведесетима, али се затим смањио од 2005. године. Заоставштина историје Колумбије довела је до тога да је једна од на етнички и језички најразноликијих земаља света створила богато културно наслеђе; док је разнолика географија и импозантни пејзаж земље резултирали развојем врло јаких регионалних идентитета.

## Предколумбијски период
Од пре око 12.000 година, друштва ловаца-сакупљача постојала су у близини данашње Боготе (у Ел Абри и Текендами), и трговала су једни с другима и са културама које су живеле у долини реке Магдалене. Због свог положаја, данашња територија Колумбије била је коридор раних миграција људи из Мезоамерике и Кариба до Анда и басена Амазона. Најстарији археолошки налази су са археолошког налазишта Пубенза и археолошког налазишта Ел Тотумо у долини Магдалене 100 km (62 mi) југозападно од Боготе. Ова налазишта потичу из палеоиндијанског периода (18.000–8.000. п. н. е.). На археолошком налазишту Пуерто Хормига и другим налазиштима пронађени су трагови из архајског периода у Јужној Америци (~8000–2000. п. н. е.). Остаци указују да је такође било раних насеобина у регионима Ел Абра, Тибито и Текендама у Кундинамарци. Најстарија грнчарија откривена у Америци, пронађена на археолошком налазишту Сан Хасинто, датира из 5000–4000 година пре нове ере. Аутохтони људи су населили територију која је сада Колумбија до 10.500 година пре нове ере. Номадска племена ловаца-сакупљача на локалитетима Ел Абра и Текендама у близини данашње Боготе трговала су једни са другима и са другим културама из долине реке Магдалене.
Серанија Ла Линдоса, планински регион у департману Гвавијаре, познат је по великом налазишту праисторијске камене уметности које се протеже скоро осам миља. Локалитет, у близини реке Гвајаберо, откривен је 2019. године, али јавности није био познат до 2020. Постоје десетине хиљада слика животиња и људи направљене до 12.500 пре садањости. Слике сада изумрлих животиња из леденог доба, попут мастодонта, помогле су да се одреди период. Остале приказане животиње из леденог доба укључују палеоламу, џиновске лењивце и коње из леденог доба. Ова локација је остала неоткривена због сукоба између владе и Фарка. Ов удаљена локација је два сата вожње од Сан Хосе дел Гвавијаре, након чега следи четири сата хода. Локалитет је открио тим са Националног универзитета Колумбије, Универзитета Антиокија и Универзитета у Ексетеру у оквиру пројекта који финансира Европски истраживачки савет као део оквирних програма Хоризонт 2020 за истраживање и технолошки развој. Локација је представљена у епизоди 2 серије Канала 4, Мистерија џунгле: Изгубљена краљевства Амазона, 12. децембра 2020. године.
Између 5000. и 1000. п. н. е., племена ловаца-сакупљача преобразила су се у аграрна друштва; основана су фиксна насеља, а појавила се и грнчарија. Почевши од 1. миленијума пре нове ере, групе Америндијана, укључујући Муиске, Кимбаје, Тајроне, Калиме, Зену, Тијерадентре, Сан Агустин, Толиме и Урабе, постале су веште у пољопривреди, рударству и обради метала; а неки су развили политички систем касиказга са пирамидалном структуром моћи на чијем су челу били касике. Муиске су насељавале углавном подручје данашњег департмана Бојака и високу висораван Кундинамарка (Алтиплано Кундибојасенс) где су формирале Конфедерацију Муиска. Муиске су имали један од најразвијенијих политичких система у Јужној Америци, који су надмашили само Инке. Они су узгајали су кукуруз, кромпир, киноју и памук, и трговали златом, смарагдима, ћебадима, керамичким рукотворинама, коком и посебно сољу са суседним народима. Тајрони су насељавали северну Колумбију у изолованом планинском ланцу Анда Сијера Невада де Санта Марта. Кимбаји су насељавали регионе долине реке Каука између западног и централног ланца. Инке су прошириле своје царство на југозападни део земље.
- Преколумбијски
- Муиски владари је прекривали своје тело златом и са свог сплава је нудио благо богињи Гуатавита усред светог језера. Ова стара муиска представља порекло легенде о Ел Дораду.
- Низијски Зену орнамент птице од ливеног злата који је служио као глава штапа, датиран на 490. годину. Ова култура је користила легуре са високим садржајем злата. Креста птице састоји се од типичног Зену полуфилиграна. Уобичајени филигран је плетена жица, али Зену изливају своју.
- Привесци са фигуром Тајрона од злата.
- Златна статуета куимбајског касика.
- Археолошки парк Сан Агустин (Унескова локација светске баштине), садржи највећу колекцију верских споменика и мегалитских скулптура у Латинској Америци[10] и сматра се највећом светском некрополом.
- Сиудад Пердида је велико насеље за које се верује да је основано око 800. године. Састоји се од низа од 169 тераса уклесаних у планину, мреже поплочаних путева и неколико малих кружних тргова. Улазу се може приступити само пењањем уз око 1.200 камених степеница кроз густу џунглу.[11]
- Ел Инфиернито, претколумбовско археоастрономско налазиште које се налази на Алтиплано Кундибојасенсу у предграђу Виља де Лејва